# Castelo de Millares
O Castelo de Millares, também denominado como El Castillito e El castillo de Abajo, localiza-se no município de Millares, na província de Valência, na comunidade autónoma da Comunidade Valenciana, na Espanha.
Ergue-se no alto de uma colina em posição dominante sobre um pequeno desfiladeiro e o curso do rio Jucar, o que lhe permitia controlar aquele acesso fluvial. É um dos três castelos situados no termo municipal de Millares, e o mais distante da povoação.

## História
O castelo remonta a uma fortificação muçulmana.

## Características
De pequenas dimensões, contava com dois recintos. O externo não dispunha de torres. O interno, na cota mais alta do terreno, possui altas muralhas em taipa, amparadas por torres nas extremidades.
A torre de menagem, de planta quadrada, em várias alturas, desenvolve-se em taipa sobre embasamento de alvenaria de pedra.